# Volodymyr Jevtuch
Volodymyr Borysovyč Jevtuch (in ucraino Володимир Борисович Євтух?; trasl. angl.: Volodymyr Borysovych Yevtukh; Zarične, 14 luglio 1948) è un etnologo, sociologo e storico ucraino, membro corrispondente dell'Accademia nazionale delle scienze dell'Ucraina, professore, presidente della facoltà di sociologia e psicologia dell'Università di Kyiv T.H. Shevchenko (2000-2007), rettore dell'Istituto di sociologia, psicologia e comunicazioni sociali dell'Università pedagogica nazionale M.P. Drahomanov (dal 2007), lavoratore emerito della scienza e della tecnologia dell'Ucraina.